# Puntuación de Riesgo Poligénico
La puntuación de riesgo poligénico (PRS) es un baremo que indica la probabilidad relativa — no absoluta porque es una correlación estadística entre una población sana y una población enferma — de una persona de desarrollar una enfermedad poligénica dependiendo de los distintos alelos de riesgo que posea.
El cálculo de PRS se lleva a cabo estudiando las diferentes variantes génicas que aparecen en una población enferma de alguna patología poligénica con respecto a una población sana. Tras diversos test estadísticos se asocia a cada de estas variantes un porcentaje de riesgo de padecer la enfermedad.
Como se estudian variantes genéticas no es necesario conocer los genes asociados a ellas. Es decir, se pueden asociar los genes concretos en el futuro, pero no es necesario conocerlos a la hora de hallar el PRS.